# 巴拉基雷夫冰川
71°25′S 70°01′W / 71.417°S 70.017°W
巴拉基雷夫冰川（英語：Balakirev Glacier）是南極洲的冰川，位於亞歷山大一世島的沃爾頓山脈南部，以俄羅斯作曲家米利·阿列克謝耶維奇·巴拉基列夫命名，現時由南極條約體系管理。